# Ellen Hoog
Ellen Hoog, född den 26 mars 1986 i Bloemendaal, Nederländerna, är en nederländsk landhockeyspelare.
Hon tog OS-guld i damernas landhockeyturnering i samband med de olympiska landhockeytävlingarna 2008 i Peking.
Hon tog OS-guld igen i samma gren i samband med de olympiska landhockeytävlingarna 2012 i London.
Vid de olympiska landhockeytävlingarna 2016 i Rio de Janeiro tog hon en silvermedalj efter förlust på straffar mot Storbritannien i finalen.